# Arvo Lindén
Arvo Leander Lindén (27. februar 1887 – 18. marts 1941) var en finsk bryder som deltog i 1908 i London. 
Lindén vandt en bronzemedalje i brydning under OL 1908 i London. Han kom på en tredjeplads i brydning, græsk-romersk stil i vægtklassen letvægt efter Enrico Porro fra Italien og Nikolay Orlov fra Rusland.